# 알토 대학교
알토 대학교(핀란드어: Aalto-yliopisto, 영어: Aalto University)는 2010년 1월 1일에 설립된 핀란드 헬싱키에 위치한 대학교이다. 핀란드 정부는 다양한 분야의 교육과 연구를 육성하고 발전시키기 위해 과학, 기업, 예술분야들 사이의 긴밀한 협력을 의도하였다. 이를 기반하여, 핀란드 정부 주도 하에 각각의 분야를 선도하는 기존의 세 군데 대학교인 헬싱키 공과 대학교(Helsinki University of Technology, 1849년 설립), 헬싱키 경제대학교(Helsinki School of Economics, 1904년 설립), 헬싱키 미술 디자인 대학교(University of Art and Design Helsinki, 1871년 설립)들이 합병된 알토 대학교가 2010년에 출범되었다.
알토 대학교는 약 17,500 명의 학생과 4,000 명의 직원이있는 6 개의 학교로 구성되며, 핀란드에서 두 번째로 큰 대학교이다. 대학교의 메인 캠퍼스는 에스포의 Otaniemi에 위치하고 있으며, 공대(engineering schools)와 경영대(School of Business)의 학위과정을 가지고 있다. 경영대 (School of Business)의 다른 functions은 Töölö에 있으며, 예술대(School of Arts, Design and Architecture)는 주로  Arabianranta 에 위치해 있다. 모든 대학교들은 2020년까지 Otaniemi 캠퍼스에 위치 할 예정이다. 또한, 헬싱키 지역 외에도 Mikkeli와 Pori에서도 대학이 운영되고 있다.
알토 대학교는 유명한 핀란드 건축가이자 디자이너인 전직 헬싱키 공과대학의 졸업생 알바르 알토(Alvar Aalto)를 기리기 위해 이름이 붙여졌는데, 그는 Otaniemi에 있는 대학의 주요 캠퍼스 대부분을 디자인하였다. 또한 다음과 같은 부서, 미술, 디자인 및 전문가 과정.

## 같이 보기
- 공과대학교